# Anomoeotes phaeomera
Anomoeotes phaeomera là một loài bướm đêm thuộc họ Anomoeotidae. Loài này có ở Angola và Cameroon.